# Halicometes hooperi
Halicometes hooperi är en svampdjursart som beskrevs av Claude Lévi 1993. Halicometes hooperi ingår i släktet Halicometes och familjen Tethyidae.
Artens utbredningsområde är havet kring Nya Kaledonien. Inga underarter finns listade i Catalogue of Life.